# Индъстри (град, Калифорния)
Индъстри (на английски: Industry) е град в окръг Лос Анджелис, щата Калифорния, САЩ. Индъстри е с население от 777 жители (2000) и обща площ от 30,8 km². Намира се на 98 m надморска височина. ЗИП кодовете му са 90601, 91714, 91715, 91716, 91732, 91744, 91745, 91746, 91748, 91789, а телефонният му код е 562/626/909.